# Tennis ai Giochi della XXXII Olimpiade
I tornei di tennis ai Giochi della XXXII Olimpiade si sono svolti dal 24 luglio al 1º agosto 2021 presso l'Ariake Coliseum.
Per la quinta volta il DecoTurf è stato scelto come superficie di gioco dal comitato olimpico.

Giochi della XXXII Olimpiade

## Qualificazioni
Per il singolare l'accesso è stato garantito ai primi 56 atleti del ranking ATP o WTA riferito al 14 giugno 2021, con il limite di quattro atleti per nazione. Se tra i primi 56 tennisti erano presenti troppi connazionali sono stati ammessi solo i primi quattro cedendo il posto ai giocatori oltre la 56ª posizione.
Per poter essere convocati i giocatori devono avere dato la disponibilità a rappresentare la propria nazione in Billie Jean King Cup o in Coppa Davis in almeno tre stagioni a partire dal 2016, tra le quali almeno una volta a partire dal 2019.
Singolari:
- 56 giocatori si sono qualificati direttamente in base al ranking.
- 6 wild-card sono state assegnate dalla ITF's Olympic Committee in base al ranking ed al paese di provenienza.
- 2 inviti sono stati assegnati dalla Tripartite Commission a giocatori provenienti da piccole nazioni.

Doppi:
- 24 team si sono qualificati direttamente in base al ranking.
- 8 team sono stati scelti dalla ITF in base al ranking ed al paese di provenienza.

Doppio misto:
- 12 team formati da giocatori già qualificati nelle altre specialità ed ancora in gara al 9 agosto 2016.
- 4 team sono stati scelti dalla ITF in base al ranking ed al paese di provenienza.

## Calendario
| Uomini |  |  |  |  |  |  | Doppio |           | Singolare | 2 |
| Donne  |  |  |  |  |  |  |        | Singolare | Doppio    | 2 |
| Misto  |  |  |  |  |  |  |        |           | Misto     | 1 |
| Totale |  |  |  |  |  |  | 1      | 1         | 3         | 5 |

|  | Qualificazioni |  | Finali |

## Podi

### Uomini
| Evento               | Oro                              | Argento                        | Bronzo                                     |
| Singolare (dettagli) | Alexander Zverev                 | Karen Chačanov                 | Pablo Carreño Busta                        |
| Doppio (dettagli)    | Croazia Nikola Mektić Mate Pavić | Croazia Marin Čilić Ivan Dodig | Nuova Zelanda Marcus Daniell Michael Venus |

### Donne
| Evento               | Oro                                             | Argento                                   | Bronzo                              |
| Singolare (dettagli) | Belinda Bencic                                  | Markéta Vondroušová                       | Elina Svitolina                     |
| Doppio (dettagli)    | Rep. Ceca Barbora Krejčíková Kateřina Siniaková | Svizzera Belinda Bencic Viktorija Golubic | Brasile Laura Pigossi Luisa Stefani |

### Misto
| Evento            | Oro                                        | Argento                         | Bronzo                              |
| Doppio (dettagli) | ROC Anastasija Pavljučenkova Andrej Rublëv | ROC Elena Vesnina Aslan Karacev | Australia Ashleigh Barty John Peers |

## Medagliere
| Pos.   | Paese         | Oro | Argento | Bronzo | Totale |
| ------ | ------------- | --- | ------- | ------ | ------ |
| 1      | ROC           | 1   | 2       | 0      | 3      |
| 2      | Croazia       | 1   | 1       | 0      | 2      |
| 2      | Rep. Ceca     | 1   | 1       | 0      | 2      |
| 2      | Svizzera      | 1   | 1       | 0      | 2      |
| 5      | Germania      | 1   | 0       | 0      | 1      |
| 6      | Australia     | 0   | 0       | 1      | 1      |
| 6      | Brasile       | 0   | 0       | 1      | 1      |
| 6      | Nuova Zelanda | 0   | 0       | 1      | 1      |
| 6      | Spagna        | 0   | 0       | 1      | 1      |
| 6      | Ucraina       | 0   | 0       | 1      | 1      |
| Totale | Totale        | 5   | 5       | 5      | 15     |